# (21937) Basheehan
(21937) Basheehan (1999 VV80) – planetoida z grupy pasa głównego asteroid okrążająca Słońce w ciągu 4,99 lat w średniej odległości 2,92 j.a. Odkryta 4 listopada 1999.